# Гранд-канал в Венеции
«Гранд-канал в Венеции» (фр. Panorama du Grand Canal vu d'un bateau) — французский немой короткометражный фильм Александра Промио. Премьера состоялась в 1896 году.

## Другие названия
- Панорама Гранд-канала в Венеции из лодки
- Прибытие гондолы в Венецию

## Дата
Съёмки проводились 25 октября 1896 года в Венеции.